# Parc natural de s’Albufera des Grau

Lagune Albufera

Parc natural de s’Albufera des Grau bezeichnet ein Naturschutzgebiet auf der spanischen Baleareninsel Menorca. Auch Menorcas größte Nebeninsel Illa d’en Colom ist Teil des Gebiets.
Der rund 1947 Hektar große Naturpark setzt sich zusammen aus Landflächen, Feuchtgebieten und einer Lagune, die von drei Sturzbächen mit Süßwasser gespeist wird. Die von der Lagune bedeckte Senke hatte sich im Paläozoikum gebildet. Der Bereich ist aus sehr altem, stark von der Erosion beeinflusstem und nicht durchlässigem devonischem Gestein durchzogen. Vom Mittelmeer trennt die Lagune ein Dünengürtel. Zugleich ist die Lagune das Kernstück des Biosphärenreservats.
S’Albufera des Grau gilt als Naturgebiet von besonderem Interesse (Àrea natural d’especial interès / ANEI) nach dem Gesetz 1/91 des balearischen Parlaments und als besondere Vogelschutzzone (Zona de Especial Interés para la Avifauna / ZEPA) nach der Richtlinie 79/409/EWG der Europäischen Kommission. Weiterhin besitzt er den Status eines Naturgebietes von internationaler Bedeutung entsprechend der Ramsar-Konvention. Ende 1993 wurde dieses Gebiet durch das internationale Komitee der UNESCO zum Biosphärenreservat erklärt.

## Lage

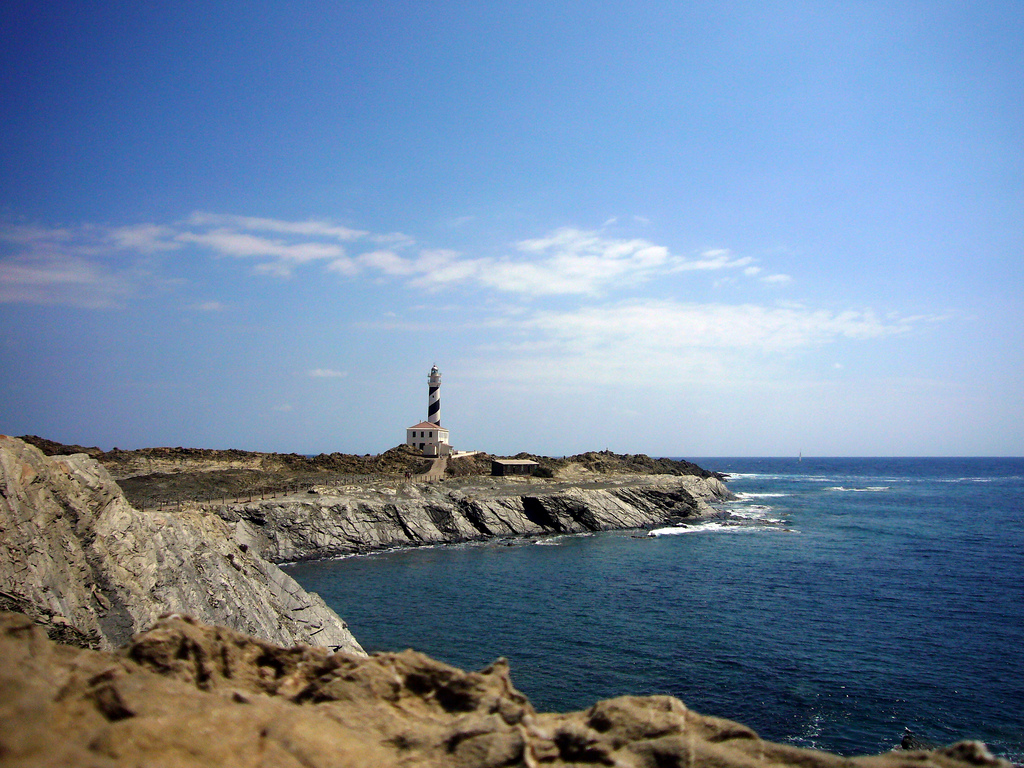
Cabo de Favàritx

Der Naturpark liegt im nordöstlichen Teil der Insel Menorca und grenzt an die Ortschaft Es Grau und den gleichnamigen Strand, den Playa del Grau, an. Straßenverbindung besteht über die Landstraßen PMV-7102 vom Ort Es Grau sowie der Hauptstraße PM-715 aus Richtung Cabo de Favàritx. Der Park ist frei zugänglich und bietet dem Besucher ideale Bedingungen für das Beobachten der Tiere.

## Flora und Fauna
In den niederschlagsarmen Sommermonaten versiegt der Süßwasserzustrom der drei Torrents und an einigen Stellen dringt Meerwasser ein. Daraus ergeben sich je nach Lage unterschiedliche Salzgehalte im Boden, was Einfluss auf die dort siedelnden Pflanzenarten hat, von denen im Naturschutzgebiet mehr als 200 verschiedene vorkommen.
Die weniger vom Salzwasser beeinflussten Feuchtgebiete von s’Albufera des Grau sind durch verschiedene Gräser wie zum Beispiel Binsen, Schilfrohr, Ravennagras und Rohrkolben besiedelt.
Ein wesentlicher Grund für die Einrichtung des Naturparks war der Schutz der dort vorkommenden rund 100 verschiedenen Vogelpopulationen. Zu unterscheiden sind hierbei die in s’Albufera des Grau nistenden einheimischen Vögel, und denen die das Gebiet auf Menorca als Durchgangsstation nutzenden Zugvögel und andere dort vorkommende Arten, die zwar anderweitig nisten, den Naturpark jedoch als Futterquelle anfliegen.
Zu den im Gebiet vorkommenden Arten gehören unter anderem die Stockente, das Blässhuhn, die Teichralle, der Zwergtaucher, die Blaumeise, die Zwergdommel, der Stelzenläufer und der Schilfrohrsänger. Unter den Zugvögeln überwintern hier auch Kormorane, Graureiher, Krickenten, Löffelenten und Tafelenten.
Es existiert ein Besucherzentrum, das Erwachsene und Kinder anschaulich über Fauna und Flora des Parks informiert.